# Bolbochromus catenatus
Bolbochromus catenatus är en skalbaggsart som beskrevs av Lansberge 1886. Bolbochromus catenatus ingår i släktet Bolbochromus och familjen Bolboceratidae. Inga underarter finns listade.